# Clusiodes ater
Clusiodes ater is een vliegensoort uit de familie van de Clusiidae. De wetenschappelijke naam van de soort is voor het eerst geldig gepubliceerd in 1924 door Melander and Argo.